# Línea 10A (Temuco)
La línea 10A es un recorrido de ómnibus de la conurbación del Gran Temuco, Chile, que une el ex barrio industrial con el campus San Juan Pablo II de la Universidad Católica de Temuco. Como todas las máquinas de la empresa Altamira, sus micros están pintadas de blanco y violeta. Recorre 46 kilómetros en un tiempo estimado de 155 minutos. Desde el lunes 9 de mayo de 2022, esta línea dejó de operar, debido a la falta de conductores. Es decir, que las líneas 10B y 10C seguirán operando y el servicio 10A descontinuado hasta nuevo aviso.

## Recorrido

### Ida
Milano (desde terminal) - Guillermo Marconi - Manuel Recabarren - Francisco Salazar - Caupolicán - Diego Portales - General Aldunate - León Gallo - General Mackenna - Puente Viejo - Calzada provisoria por construcción del puente Treng Treng y Kai Kai - Rotonda Sur - Villa Alegre - Sausalito - Vilumilla - Maquehue - Tomás Guevara - Corvalán - Almirante Barroso - Villa Alegre - Lillo - Francisco Pleiteado - La Paz - Villa Alegre - Rotonda Sur - Calzada provisoria por construcción del 
puente Treng Treng Kay Kay - Puente Viejo - General Mackenna - Balmaceda - Francisco Antonio Pinto - Caupolicán - Rudecindo Ortega - Calle interior del campus San Juan Pablo II

### Vuelta
Calle interior del campus San Juan Pablo II - Rudecindo Ortega - Reyes Católicos - Luis Picasso - Vicente Pérez Rosales - Rudecindo Ortega - Caupolicán - Francisco Antonio Pinto - Balmaceda - General Aldunate - León Gallo - General Mackenna - Puente Viejo - Calzada provisoria por construcción del puente Treng Treng y Kai Kai - Rotonda Sur - Villa Alegre - Almirante Barroso - Corvalán - Tomás Guevara - Maquehue - Vilumilla - Sausalito - Villa Alegre - Lillo - Francisco Pleiteado - La Paz - Villa Alegre - Rotonda Sur - Calzada provisoria por construcción del puente Treng Treng y Kai Kai - Puente Viejo - General Mackenna - Manuel Rodríguez - Caupolicán - Francisco Salazar - Manuel Recabarren (hacia el poniente) - Paso bajo nivel - Manuel Recabarren (hacia el oriente) - Guillermo Marconi - Milano (hasta terminal)

## Barrios servidos
Rucalhue - La Araucana - San Patricio - Galicia I - Italia - Unión Amanecer - 21 de Mayo - Los Aromos - Andalucía - Los Castaños - Andrés Bello - Pumalal - Portada Sur - Zocavalop - Llanquiray - Imperial - Teodoro Schmidt - Aldunate Sur - Las Colinas - Panamericana Sur - Las Azaleas - Mankemalen - Los Caciques II - Los Caciques I - Fray Bartolomé - San Francisco - Estación - Alihuén - Los Trapiales - Jardín Prado - Tucapel - Thiers - Los Caciques III - Ramberga - ANEF - Libertad - Alpina - Remodelación Caupolicán - Dreves - Aquelarre - Recabarren - Maipo - Galicia III - Galicia II - Vista Verde - Lomas de Recabarren - Santa Elena de Maipo